# Phương diện quân Viễn Đông 1
Phương diện quân Viễn Đông 1 (tiếng Nga: 1-й Дальневосточный фронт) là một tổ chức tác chiến chiến lược của Hồng quân Liên Xô trong Thế chiến thứ hai, với địa bàn tác chiến chủ yếu ở Mãn Châu, Triều Tiên trong Chiến tranh Xô-Nhật.

## Lịch sử
Phương diện quân Viễn Đông 1 được thành lập vào ngày 5 tháng 8 năm 1945 trên cơ sở của Cụm tác chiến Primorsky. Bên cạnh đó, lực lượng của phương diện quân còn được bổ sung thêm các đơn vị thuộc Phương diện quân Karelia trước đây. Chỉ huy sở của Phương diện quân Viễn Đông 1 được đặt tại Primorye. Các đơn vị bố trí trên địa bàn tác chiến của Cụm tác chiến Primorsky trước đây, từ ga Guberovo đến biên giới với Triều Tiên.
Từ ngày 9 tháng 8 đến ngày 2 tháng 9 năm 1945, phương diện quân tham gia Chiến dịch Mãn Châu Lý trên hướng Cáp Nhĩ Tân-Cát Lâm. Lực lượng của phương diện quân phối hợp với các phương diện quân Zabaikal, Viễn Đông 2 và Hạm đội Thái Bình Dương đã tấn công phá vỡ dải phòng ngự kiên cố và đánh bại các đội quân thuộc Phương diện quân số 1 và Phương diện quân 17 của Đạo quân Quan Đông, chiếm được phía đông Mãn Châu và bán đảo Liêu Đông.
Ngày 11 tháng 8, các đơn vị của Tập đoàn quân 25 đã vượt qua biên giới Trung-Triều tại khu vực Gyeonggiung. Vào ngày 15 tháng 8, bộ chỉ huy Nhật Bản tại Triều Tiên tuyên bố đầu hàng.
Ngày 1 tháng 10 năm 1945, phương diện quân bị giải thể. Trên cơ sở các đơn vị cũ và địa bàn tác chiến của phương diện quân, thành lập Quân khu Primorsky.

## Bộ chỉ huy
Do thời gian tồn tại chưa đầy 2 tháng, các lãnh đạo chính của phương diện quân giữ chức vụ trong suốt thời gian.
- Tư lệnh: Nguyên soái Liên Xô K.A. Meretskov
- Ủy viên Hội đồng Quân sự: Thượng tướng T.F. Shtykov
- Tham mưu trưởng: Trung tướng A.N. Krutikov

## Thành phần biên chế
- Tập đoàn quân Cờ đỏ 1
- Tập đoàn quân 5
- Tập đoàn quân 25
- Tập đoàn quân 35
- Tập đoàn quân Không quân 9
- Lực lượng đặc nhiệm Chuguev
- Quân đoàn súng trường 87
- Quân đoàn cơ giới cận vệ số 3
- Khu vực phòng thủ 150
- Quân đoàn cơ giới 10
- Tập đoàn quân phòng không Primorsky

## Các chiến dịch lớn đã tham gia
- Chiến dịch Mãn Châu Lý